# Ivan Velio
Ivan Osipovici Velio (Welho) (în rusă Иван Осипович Велио; n. 6 octombrie 1830 – d. 30 ianuarie 1899) a fost un om de stat rus (provenit dintr-o familie nobilă de origine portugheză) și guvernator al Basarabiei între anii 1862 – 1863.

## Biografie
Ivan, ful generalului-comandant de cavalerie din Țarskoe Selo, Osip Osipovici Velio, s-a născut în 1830.
A fost educat la liceul imperial „Aleksandrovsk”. La absolvire, în 1847 a fost angajat la Ministerul imperial al Afacerilor Externe, și a fost un secretar senior la misiunile din Dresda (1854) și Bruxelles (1858).
La începutul anilor 1860 Velio s-a întors în Rusia și a fost numit guvernator-adjunct de Herson (1861), iar apoi a ocupat postul de guvernator al Basarabiei (1862–63). În 1863 a fost numit primar al Odesei, în 1865, guvernator al guberniei Simbirsk.
La sfârșitul anului 1866, Velio a fost numit director-executiv al Departamentului de Poliție, în 1868 – director al departamentului poștal.
În 1880, Velio a fost pus responsabil asupra nou formatului Departament de Poliție, în 1881 – numit senator, iar la 14 mai 1896 – membru al Consiliului de Stat.

## Legături externe
- Колпакиди А., Север А. Спецслужбы Российской империи. — М.: Яуза Эксмо, 2010. — С. 172 - 176. — 768 с. — (Энциклопедия спецслужб). — 3000 экз. — ISBN 978-5-699-43615-6.
- Сивопляс, Иван. Симбирский губернатор и российский почтовик барон Иван Осипович Велио Arhivat în 5 martie 2016, la Wayback Machine..